# عبد الغني العطري
عبد الغني العطري (1337- 1423 هـ / 1919- 2003 م) أديب وصحفي وكاتب سوري.

## سيرته
ولد في دمشق سنة 1919، والده محمد بن عبد الغني العطري (ت 1348هـ / 1929م) من تجَّار الشام ووجهائها، وأمُّه فوزيَّة بنت إبراهيم الذهبي ابنة الشيخ إبراهيم بن محمَّد الذهَبي الدمشقي المدفون في مقبرة الدحداح بشارع بغداد بالشام ذلك الشيخ الذي تكفل برعاية أربع سيدات شابات أرامل كان لديهنَّ بنات صغيرات من أقربائه وقد تكفل بتربيتهن في داره إلى أن زوَّجهنَّ جميعًا على نفقته، وتوفي متأثرًا بفشل كلوي بعد تأميم كامل أملاكه الخاصة في ظل حكم الرئيس جمال عبد الناصر في أثناء الوحدة بين القطرين السوري والمصري في الجمهورية العربية المتحدة.[بحاجة لمصدر]
تلقى عبد الغني العطري علومه في الكلية العلمية الوطنية حيث عرف ألوان الأدب العربي والفرنسي والآداب العالمية، عشق الأدب وتميز به، ودأب في شبابه على الاطلاع والقراءة ونهل العلم والمعرفة من الكتب والدوريات القديمة بالمكتبة الظاهرية، وعندما بدأ بالكتابة نشر محاولاته الكتابية في بعض المجلات الأدبية ومنها: الرسالة، الأديب، المكشوف وغيرها.[بحاجة لمصدر]
شارك في الحركات الوطنية ضد الاحتلال الفرنسي ولوحق وأوذي.[بحاجة لمصدر]

## حياته الشخصية
تزوج عبد الغني العطري بدمشق من الأديبة سلمى اللحام وانفصل عنها لاحقاً بعد أن رزق منها بثلاثة أولاد ولم يتزوج بعدها.[بحاجة لمصدر]

## مناصبه وأنشطته

### رئاسة تحرير الأخبار اليومية
تولَّى العطري رِئاسةَ تحرير جريدة الأخبار اليوميَّة.

### جريدة الصباح الأدبية
استأجر امتياز جريدة الصباح المتوقفة وأعاد إصدارها رغم أن هذا كان مغامرة كبرى بسبب ظروف الحرب العالمية وعدم توفر الورق وصعوبة الظروف التي يمر بها العالم، رغم هذا أصدر العدد الأول في 6 أكتوبر/تشرين الأول 1941 وكان يحوي قصص وقصائد ومقالات لعدد كبير من أعلام الأدب في مصر وسورية ولبنان.
وفي عام 1945م عمل في محطَّة الشرق الأدنى للإذاعة العربيَّة- ومقرُّها مدينة يافا– كما عُهد إليه كتابةُ أحاديثَ أدبيَّة لإذاعة لندن التي توجِّه دعَوات إلى كبار الأدباء العرب؛ لتقديم بعض الأحاديث الأدبيَّة فيها، ووقع اختيارُها حينها على الأستاذَين الكبيرَين محمَّد كُرد علي رئيس المجمع العلميِّ العربيِّ، وشاعر الشام شَفيق جَبري، والأديب الشابِّ عبد الغني العِطري.

### جريدة الدنيا الأسبوعية
بعد أن ترك العطري «الصباح» بحث عن امتياز آخر لجريدة أخرى، فحصل على امتياز جريدة يوميَّة لصاحبها محمد الدالاتي، وحوَّلها إلى مجلَّة أسبوعيَّة جامعة مصورة سمَّاها (الدنيا)، وأصدر العدد الأول منها يوم 17 من آذار 1945م، ورافقت «الدنيا» العطري في السراء والضراء وطارت نجاحاته فيها في أنحاء الوطن العربي والتصق اسمه أينما حل ورحل بـ«الدنيا»، وفي ذاك الوقت دفع العطري ثمناً لامتياز «الدنيا» مئة ليرة ذهبية.
في «الدنيا» حقق العطري كل أفكاره وأحلامه الصحفية، فكانت «الدنيا» وثبةً في عالم الصِّحافة، استطاع أن يجعلها في متناول الناس في كل من سورية ولبنان والعراق والأردن ودول عربية أخرى وبعض الدول الأوروبية، وأدخل عليها أبواباً جديدة، ابتكرها مثل أبواب التعارف وعيادة القراء وغيرها من الأبواب التي لقيت استحسان القراء، كما أدخل على «الدنيا» الطِّباعةَ الملوَّنة في الغلاف «في السنين الأولى كان الغلاف لونين ومن ثم أصبح أربعة ألوان» والصفَحات الداخليَّة، وجدَّد في إخراج المجلة مستفيداً من المجلاَّت الفرنسيَّة التي كان على تواصل دائم معها، كما اعتمد على الصور والرسومات الكاريكاتيرية.. وكان يملك مطبعة خاصة لمجلته أما الغلاف الملون فكان يطبعه في مطابع جريدة الإنشاء لصاحبها وجيه الحفار.
كانت «الدنيا» حسبما كتب على صفحاتها: «مجلة أسبوعية مصورة تصدر صباح كل خميس، صاحبها ورئيس تحريرها المسؤول عبد الغني العطري» وكانت إدارة المجلة في بناء الجابري في شارع السنجقدار، وقيمة الاشتراك السنوي في سورية ولبنان 20 ليرة سورية، وللدوائر الرسمية 30 ليرة سورية، أما الاشتراك في باقي الدول فهو 4 دنانير عراقية، كانت «الدنيا» توزع في لبنان والعراق والأردن وبعض الدول الأوروبية، وتصل إلى كل مدينة وقرية سورية.
- إلى جانب مجلة الدنيا اصدر كتاب الشهر سلسلة كتيبات منوعة عنيت بعدة مجالات: (قصصية، علمية، أدبية).
- كما أصدر مجموعات قصصية مترجمة كان أشهرها مذكرات الدكتور فو وهي سلسلة مغامرات بطلها شخص صيني يدعى دكتور فو ومفتشان إنكليزيان يطاردانه.
استمرت مجلة (الدنيا) في الصدور ثمانية عشر عاماً، حيث توقفت عام 1963 مع سائر الصحف والمجلات الخاصة.

### رئاسة تحرير مجلة الإذاعة السعودية
وفي 15 من كانون الأول 1963م سافر العطري إلى مدينة جُدَّة في السعوديَّة؛ وعمل رئيساً لتحرير (مجلَّة الإذاعة)، ومراقباً للمطبوعات الفرنسيَّة، وقام بنشر عشَرات المقالات الأدبيَّة والفكريَّة في الصُّحف السعوديَّة، إضافة إلى تحرير صفحة كاملة يومياً في جريدة (الندوة).
وكتب في وقت متأخر أيضاً مقالات منوعة لبعض المجلاَّت الكُبرى، منها: العربي، والفيصل، والمجلَّة العربيَّة وطبيبك.

### العودة
ولكن لم يرق المقام هنالك للعطري فعاد أدراجه إلى معشوقته دمشق بعد غياب استمر قرابة السنتين.. ثم تولَّى رئاسة المكتب الصَّحفيِّ في السِّفارَة السعوديَّة بدمشق من عام 1969م حتى 1986م، وكتب في الصحف السورية الصادرة آنذاك.
كانت له زاوية في مجلة (فنون) بعنوان «أوراق صحفي قديم». إلى جانب تفرغه للتأليف والكتابة.
في عام 2001م صدر قانون يسمح بإصدار الصحف الخاصة بعد توقف دام قرابة 40 عاماً، فهمّ العطري لإعادة إصدار دنياه «مجلته الدنيا» التي لم تغب عن مخيلته يوماً واحداً. وبدأ الرجل الصحفي بإعداد العدة والعودة إلى معشوقته لينطلقا معاً رغم تجاوزه الثمانين من العمر، وحجز العطري لمعشوقته «مجلة الدنيا» مكتباً خاصاً في دمشق، ولملم أوراقها وجواز مرورها، وحين قرب موعد اللقاء وافته المنية إثر حادث سير عام 2003م وافتقدنا الشيخ العريق في الصحافة ومعشوقته «الدنيا».
يقول العطري عن معاناته في مجلة الدنيا: «أسستها بالعرق والدموع، وبذلت فيها صحتي وشبابي» وجدير بالذكر أن العطري تعرض للاعتقال من قبل عبد الحميد السراج مرات عديدة بسبب «دنياه» ومواقفه الجريئة!

## مؤلفاته
1. عبقريات شامية - 1986 م - عدد التراجم (11).[4]
2. عبقريات من بلادي - 1995 م - عدد التراجم (19).
3. عبقريات وأعلام - 1996 م - عدد التراجم (46).
4. عبقريات - 1997 م - عدد التراجم (49).
5. أعلام ومبدعون - 1999 م - عدد التراجم (53).
6. حديث العبقريات - 2000 م - عدد التراجم (50).
7. أدبنا الضاحك.
8. قلب ونار - 1973 م (مجموعة قصصية).
9. دفاع عن الضحك - 1993 م.
10. بخلاء معاصرون - 2002.
11. همسات قلب.
12. اعترافات شامي عتيق «وهو أشبه بسيرة ذاتية».
13. سعادة والحزب القومي.[ا]

## كتب عنه
- عبد الغني العطري أديب الصَّحَفيين وصَحَفي الأدباء، تأليف غسان كلاس، دار المقتبس دمشق، 2021.

## وفاته
توفي مساء الأحد 22 من ذي الحِجَّة 1423 هـ، 23 فبراير (شُباط) 2003 م، إثر حادث سير، حين صدَمَته سيارةٌ مسرعة وهو عائد إلى بيته مشيًا على قدميه. وصُلِّي عليه في بعد صلاة العصر في جامع الروضة بحيِّ أبو رُمَّانة، ووُريَ الثَّرى في مقبرة الدَّحْداح.

## الملاحظات
1. ↑  انفرد بذكره المؤرِّخ أحمد العلاونة في "ذيل الأعلام"،[5] وقد كان العطري في شبابه قريبًا من الحزب القومي السوري معجبًا بمؤسس الحزب أنطون سعادة، فألف كتابه عام 1950م، ثم تغير موقفه من الحزب وزعيمه، فكتَم خبر الكتاب.[6]